# Traves Smikle
Traves Jamie Smikle (Kingston, 7 mei 1992) is een Jamaicaanse atleet, die gespecialiseerd is in het discuswerpen. Hij vertegenwoordigde zijn land op de Olympische Spelen van 2012, maar won bij deze gelegenheid geen medailles. 
Smikle werd voor de wereldkampioenschappen van 2013 gediskwalificeerd wegens dopinggebruik.

## Titels
- Jamaicaans kampioen discuswerpen - 2012
- Pan-Amerikaanse Junior Spelen kampioen discuswerpen - 2011
- NACAC-jeugdkampioen discuswerpen - 2012

## Persoonlijk record
| Discipline   | Prestatie | Datum        | Plaats   |
| ------------ | --------- | ------------ | -------- |
| discuswerpen | 67,12 m   | 30 juni 2012 | Kingston |

## Palmares
- 2009:  Wereldkampioenschappen voor B-junioren - 61,22 m
- 2009:  Pan-Amerikaanse Junior Spelen - 57,18 m
- 2010:  Centraal-Amerikaanse en Caribische Junior Spelen - 57,20 m
- 2010: 7e WJK - 59,59 m
- 2011:  Pan-Amerikaanse Junior Spelen - 66,58 m
- 2011:  NACAC-Jeugdkamp. - 62,11 m
- 2012:  Jamaicaanse kamp. - 67,12 m
- 2012: 20e in kwal. OS - 61,85 m
- 2013: 4e Universiade - 60,91 m
- 2017: 8e WK - 64,04 m